# Stymphalos
Dans la mythologie grecque, Stymphalos est un roi d'Arcadie. 
Pélops, fils de Tantale, roi de Phrygie, l'attira dans un piège et le tua.
Ce nom n'est sûrement pas sans rapport avec la ville de Stymphale et le lac Stymphale où Héraclès accomplit l'un de ses douze travaux[Interprétation personnelle ?].